# Liste des députés de la IIIe législature de la Troisième République française

Cette liste recense les personnes qui ont assuré un mandat de député au cours de la IIIe législature de la IIIe République.
- Haut – A
- B
- C
- D
- E
- F
- G
- H
- I
- J
- K
- L
- M
- N
- O
- P
- Q
- R
- S
- T
- U
- V
- W
- X
- Y
- Z

## A
- Jean-Pierre Abrial
- Antoine Achard
- Jean-Jacques Alicot
- François Allain-Targé
- Louis Pierre-Alype
- Louis Amagat
- Charles Amouroux
- Albert Ancel
- Jules Jean-François André
- Louis Andrieux
- Edmond Charles Philippe Ansart Rault du Fiesnet
- Emmanuel Arène
- Louis Armez
- Georges Arnoult
- Marie Gustave Louis Eugène Arnous
- Eugène Arrazat
- Jean-Honoré Audiffred

## D
- Marin Dagorne
- Jean Danelle-Bernardin
- Antoine Daron
- Félix Datas
- Augustin Daumas
- Lucien Dautresme
- Jean Justin Fritz Etienne David
- Isidore David
- Ferdinand Daynaud
- Richard Joseph Timoléon De Roys de Lédignan Saint Michel
- Désiré Debuchy
- Jules Delafosse
- Eugène Delattre
- Pierre Deluns-Montaud
- Maurice, Marc, Auguste Demarçay
- Louis Denayrouze
- Eugène Deniau
- André-Louis Desprez
- Ernest Deproge
- Joseph Deroyer
- Albert Descamps
- Frédéric Desmons
- Charles Desmoutiers
- Louis Dessoliers
- Marie Maurice Desson de Saint-Aignan
- Jean Dethomas
- Alexandre Dethou
- Guillaume-Amédée Devade
- Louis Devaux
- Louis Charles Edmond Develle
- Jules Develle
- Paul Devès
- Émile Devic
- Ernest Dieu
- Jules Donnet
- Gaston de Douville-Maillefeu
- Amaury Dréo
- Ernest Dréolle
- Pierre Honoré Dreux-Linget
- Ferdinand Dreyfus
- Étienne Drumel
- François Auguste Dubois
- Antonin Dubost
- Jean-Baptiste Duchasseint
- Paul Duchesne-Fournet
- André Duclaud
- Albert Ducroz
- François Dufour
- Joseph Théobald Dupont
- Armand Duportal
- Eugène Durand
- Charles Dureau de Vaulcomte
- Henri Louis Marie de Durfort-Civrac
- Alcide Dusolier
- Gustave Dutailly
- César Duval
- Jules Duvaux
- Nicolas Duvivier

## E
- Antoine Escande
- Frédéric Escanyé
- Lazare Escarguel
- Eugène Eschassériaux
- Jérôme Esnault
- Albéric d'Espeuilles
- Eugène Étienne
- Jean-Joseph Even
- Jacques Michel Even

## F
- Amant, Joseph Fabre
- Armand Fallières
- Achille Fanien
- Eugène, Jérôme Farcy
- Pierre, Hippolyte Faure
- Justin, François Fauré
- Félix Faure
- Paul, Edmond Féau
- Charles, Marius, Michel de Goyon de Feltre
- Barthélémy, Amédée Ferrary
- Jules, François, Camille Ferry
- Charles Ferry
- Albert, Joseph Ferry
- Charles, Frédéric Fleury
- Charles, Thomas Floquet
- Louis Florent-Lefebvre
- André Folliet
- Barthélemy Forest
- Jean, Jacques, Joseph Forné
- Édouard-Auguste Fougeirol
- Charles, Félix, Michel Fouquet
- Jean-Urbain Fourcand-Léon
- Gilbert, Armand Fourot
- Ernest, Eugène Fousset
- Gustave Franconie
- Charles, Félix Frébault
- Charles-Émile Freppel
- Charles, Louis Fréry
- Paul Frogier de Ponlevoy

## H
- Alphonse-Alfred Haentjens
- François Hamille
- Louis Hémon
- Edmond Henry
- Alfred Hérault
- Severiano de Heredia
- Sylvestre Hérisson
- Anne-Charles Hérisson
- Jules-François Horteur
- Auguste Hovius
- Anatole Hugot
- Clovis Hugues
- Marius Hurard

## K
- Pierre Henri Ernest de Kergorlay
- Émile de Kermenguy

## O
- Jean-Jacques Durrieu
- Auguste Ollivier
- Dionys Ordinaire
- Gustave Cuneo d'Ornano
- Charles Le Bœuf d'Osmoy
- Alphonse Outters

## S
- Jean-Baptiste Saint-Martin
- Étienne, Marie, Aimé Vaissière de Saint-Martin-Valogne
- Oscar, Victor,Emile Soubeyran de Saint-Prix
- Auguste, Mathias Saint-Romme
- Jacques, Michel Salis
- Louis, Edmond Sallard
- Henri Salomon
- Paul Sandrique
- Gaston Sarlat
- Jean, Joseph, Dominique, Hermaud Sarrette
- Ferdinand Sarrien
- Charles Savary
- Achille Scrépel
- Joseph Sentenac
- Marc, Gusman Serph
- François Silhol
- Fidèle Simon
- Marcellin, François Simonnet
- Théobald de Soland
- Édouard, Charles de Sonnier
- Georges, Jean, Marie Girard de Soubeyran
- Théophile Souchu-Servinière
- Benoît-Martin Sourigues
- Marius, Arthur Soustre
- Joseph, Nelson Soye
- Eugène Spuller
- Jules Steeg

## T
- Alfred Talandier
- Alfred Tallon
- Émile Tarbouriech
- Pierre Tassin
- Louis Paul Arsène Theilhard
- Eugène Ténot
- Léonce de Terves
- Antoine Tézenas
- Albert Emmanuel Theulier
- Jules Thiessé
- Stéphen-Albert Thirion-Montauban
- Charles Thoinnet de La Turmelière
- Frédéric Thomas
- Alfred Thomas
- Gaston Thomson
- Edmond Tiersot
- Pierre Tirard
- Louis Tisserand
- Jacques Tondu
- Alfred Toulet
- Alcide Treille
- Auguste Trouard-Riolle
- Charles-Adolphe Truelle
- Jean-Baptiste Trystram
- Jean Placide Turigny
- Edmond Turquet

## V
- Joseph Vachal
- Léon Vacher
- Adrien de Valon
- François Varambon
- Joseph Vaschalde
- François Vermond
- Émile Vernhes
- Michel Vernière
- Claude-Marie Versigny
- Louis Vielfaure
- Jules Viette
- Louis Vignancour
- Jean Louis Henri Villain
- Émile Villeneuve
- François-Émile Villiers
- Jean Vinatier
- Camille Viox

## W
- Richard Waddington
- Pierre Waldeck-Rousseau
- Daniel Wilson